# Reuning-Gletscher
Der Reuning-Gletscher ist ein Gletscher auf der westantarktischen Alexander-I.-Insel. Auf der Nordseite der Beethoven-Halbinsel fließt er in nordwestlicher Richtung zum Hushen-Gletscher unmittelbar vor dessen Einmündung in das Mendelssohn Inlet.
Der United States Geological Survey kartierte ihn anhand von Luftaufnahmen der United States Navy aus den Jahren von 1967 bis 1968 sowie mittels Landsat-Aufnahmen aus den Jahren 1972 und 1973. Das Advisory Committee on Antarctic Names benannte den Gletscher nach Winifred M. Reuning von der Abteilung des Polarprogramms der National Science Foundation und ab 1980 Redakteurin des Antarctic Journal of the United States.